# Anna Runesson
Anna Runesson, född 1970, är en svensk präst. Hon är kyrkoherde i Svenska Lutherska Kyrkan i Toronto och doktorand vid Lunds universitet. Hon är gift med Anders Runesson, professor i Nya Testamentets exegetik och tidig judendom vid McMaster University i Toronto.
Runesson kom i kontakt med Svenska Lutherska Kyrkan i Toronto genom dess förre kyrkoherde Jan Jansson varpå hon blev aktuell att efterträda denne. Hon genomgick de pastoralteologiska studierna på distans via Pastoralinstitutet i Lund och prästvigdes i Visby 2005 av biskop Lennart Koskinen. Hon är författare till den kommande kommentaren till Markusevangeliet i serien Nya Testamentets Budskap